# Waltencir
Waltencir Pereira Serna, noto semplicemente come Waltencir (Juiz de Fora, 11 novembre 1946 – Maringá, 17 settembre 1978), è stato un calciatore brasiliano, di ruolo difensore.
Con 453 presenze è al terzo posto della classifica di presenze con il Botafogo.
Morì durante la partita tra Colorado e Grêmio Maringá a causa di uno scontro di gioco che gli procurò una frattura cervicale.

## Palmarès

### Club

#### Competizioni nazionali
- Campionato brasiliano: 1

Botafogo: 1968

#### Competizioni statali
- Campionato Carioca: 2

Botafogo: 1967, 1968
- Torneio Início do Rio de Janeiro: 1

Botafogo: 1967
- Taça Guanabara: 2

Botafogo: 1967, 1968